# Vanda concolor
Vanda concolor es una especie de orquídea. Es originaria de Asia.

## Descripción
Es una planta de pequeño tamaño, que prefiere el clima cálido, con hábitos de epifita, que crece con un tronco corto que lleva varias hojas coriáceas, lineares, con ápice desigual bilobulado deja que. Florece en la primavera de 1 a 2 inflorescencias axilares de 11 a 17 cm de largo, con 4 a 8 flores con brácteas florales ovadas, agudas que llevan flores fragantes de textura gruesa.

## Distribución y hábitat
Se encuentra en Guangxi, Guizhou y Yunnan de China y de Vietnam del Norte en troncos de árboles y rocas en los márgenes de los bosques a elevaciones de 700 a 1600 metros. 

## Taxonomía
Vanda concolor fue descrita por  Carl Ludwig Blume y publicado en Rumphia 4: 49. 1848.
Etimología
Vanda: nombre genérico que procede del nombre sánscrito dado a la especie  Vanda tessellata  en la India, también puede proceder del latín (vandi) y del griego (dios santísimo ).
concolor: epíteto latino que significa "del mismo color".
sinonimia
- Vanda cruenta Lodd. ex Sweet
- Vanda esquirolei Schltr.
- Vanda guangxiensis Fowlie
- Vanda roxburghii var. unicolor Hook.[4][5]